# 1858 у літературі

## Події
- Марко Вовчок почала писати повість «Інститутка» (закінчила 1859)
- Почав літературну діяльнсть Олександр Якович Кониський — український перекладач, письменник, видавець, лексикограф, педагог, громадський діяч
- Після заслання Тарас Шевченко повернувся до Петербурга
- Тарас Шевченко написав до «Більшої книжки» нову, досконалішу редакцію вірша «А нумо знову віршувать»

## Твори
- Прекрасні пани з Буа-Доре (фр. Ces beaux messieurs de Bois-Doré) — роман Жорж Санд
- «О сочинениях Кирилла Туровского» — праця з староукраїнської літератури Михайла Сухомлинова
- «Чумаки в Одесі» — поема Миколи Венгера
- «Невольник» — поема Тараса Шевченка
- «Рассказы из крестьянского быта малороссиян» — оповідання Олекси Стороженка

## Народилися
- Сельма Лагерлеф — шведська письменниця, автор художніх, історичних, краєзнавчих книг, перша жінка, відзначена Нобелівською премією з літератури
- Ілля Олександрович Шляпкін — російський історик літератури, професор Петербурзького університету
- Михайло Філіппов — російський вчений, літературний критик, автор роману «Обложений Севастополь»
- Антоневич-Болоз Ян — польський історик, мистецтвознавець, літературознавець
- Арону Матіс — латиський критик, журналіст, бібліограф, автор першого біографічного нарису про Шевченка в латиській літературі
- Віктор де Лапрад — поет, член Французької Академії
- Жуль Сандо — прозаїк і драматург, член Французької Академії
- Валентин Олексійович Жуковський — російський сходознавець-іраніст, член-кореспондент Петербурзької академії наук, автор досліджень у галузі перської мови та літератури, фольклору, етнографії та історії Ірану
- Адріан Феофанович Кащенко — український письменник
- Володимир Іванович Немирович-Данченко — російський театральний діяч, режисер, драматург і театральний критик
- Юлія Безродна —російська письменниця, драматург і публіцистка.

## Померли
- Георгіос Залокостас (народився 1805) — грецький поет
- Дмитро Олексійович Ерістов (народився 1797) — грузинський князь, учений і літератор, автор статей з історії України